# Искендеров, Вюгар Япон оглы
Вюгар Япон оглы Искендеров (азерб. Vüqar Yapon oğlu İskəndərov; род. 30 декабря 1972 года, Шеки, Азербайджанская ССР) — государственный и политический деятель. Депутат Милли Меджлиса Азербайджанской Республики VI, VII созывов, член комитета по делам молодежи и спорта, член комитета по правовой политике и государственному строительству Милли Меджлиса. Заслуженный тренер Азербайджанской Республики.

## Биография
Родился Вюгар Искендеров 30 декабря 1972 году в Шеки, республики Азербайджан. В 1979 году поступил в первый класс полной средней школы № 17 города Шеки, в 1989 году окончил эту школу. С 1991 по 1992 годы находился на военной службе.
В 1996 году поступил обучаться на юридический факультет Грузинского научно-образовательного института, который окончил в 2001 году получив специальность юрист. В 2008 году получил специальное образование в области государственного управления в США. В 2012 году поступил на экономический факультет Азербайджанского государственного аграрного университета, который окончил в 2014 году получив специальность экономист.
С 1990 года занимался восточным единоборством тхэквондо, а с 1992 года-каратэ-до. С 1993 по 1995 годы работал тренером-преподавателем по каратэ-до, в 1995 году был назначен председателем Северо-Западного региона Ассоциации федерации каратэ-до Азербайджана.
С 1 апреля 1999 года по 3 января 2000 года работал ведущим юристом в Шекинском районном Союзе кооперативов, с 7 февраля 2001 года по 26 декабря 2005 года — юрисконсультом Шекинского МРХ.
В 2001 году был назначен председателем Северо-Западного региона Федерации таэквандо Азербайджана. В том же году стал членом сборной команды Азербайджана по карате-до. В 2001 году Искендеров впервые вА Азербайджане создал специальную школу по восточным видам борьбы.
29 декабря 2005 года был назначен начальником управления молодежи и спорта города Шеки. Стал заместителем председателя Шекинской организации партии "Новый Азербайджан", членом совета при главе Исполнительной власти города Шеки. С 2010 по 2015 годы являлся председателем Государственной экзаменационной комиссии Шекинского педагогического колледжа.
На выборах в Национальное собрание Азербайджана VI созыва, которые прошли в 9 февраля 2020 года, баллотировался по  Шекинскому городскому избирательному округу № 113. По итогам выборов одержал победу и получил мандат депутата Милли Меджлиса Азербайджанской Республики. С 10 марта 2020 года приступил к депутатским обязанностям. Является членом комитета по делам молодежи и спорта, а также членом комитета по правовой политике и государственному строительству.
В 2024 году на парламентских выборах в Азербайджане, которые состоялись 1 сентября, одержал победу в Шекинском избирательном округе №114. Официально избран депутатом Милли Меджлиса Азербайджана седьмого созыва, первое заседание которого состоялось 23 сентября 2024 года.
Женат, имеет двоих детей. 

## Награды
- II место на республиканском турнире по боевым искусствам тхэквондо (1991).
- чемпион Республики (1994).
- на чемпионате мира был удостоен бронзовой медали и черного пояса (международного класса) I-Dan (1996).
- удостоен черного пояса II и судейства международного класса (1998).
- удостоен черного пояса II (2001).
- чемпион Европы по шотокан каратэ-до (2003).
- 31 января 2019 года распоряжением Президента Азербайджанской Республики награжден медалью "За отличие на государственной службе".
- В 2019 году награжден юбилейной медалью Государственной пограничной службы Азербайджанской Республики "100 лет Пограничной охраны Азербайджана (1919-2019)".
- Заслуженный тренер Азербайджанской Республики.